# إيمان أغوار
إيمان أغوار هي لاعبة جودو جزائرية وُلدت في 22 نوفمبر 1993، ومثلت الجزائر في بطولة العالم للجودو عام 2015 في منافسات الوزن أقل من 63 كيلوغرام.

## المشاركات والميداليات
شاركت إيمان أغوار في عدة نسخ من بطولة إفريقيا للجودو كان آخرها في عام 2018 عندما نجحت في إحراز الميدالية البرونزية في منافسات الوزن أقل من 63 كيلوغرام للسيدات، كما شاركت في بطولة العالم للجودو عام 2015، والتي أقيمت في مدينة آستانا بكازاخستان، ولكنها خرجت من الدور الأول للبطولة بعدما خسرت أمام اللاعبة الكوبية ماريات إيسبينوز إذ لم تصمد سوى لمدة 57 ثانية فقط. ويوضح الجدول التالي أهم المُسابقات والبطولات التي شاركت فيها إيمان أغوار، وأبرز الميداليات والألقاب التي حققتها في البطولات والمسابقات المختلفة:
| العام | المسابقة             | المكان               | المنافسات                        | الترتيب/الميدالية                   | ملاحظات                                                                      |
| ----- | -------------------- | -------------------- | -------------------------------- | ----------------------------------- | ---------------------------------------------------------------------------- |
| 2013  | بطولة إفريقيا للجودو | مابوتو، موزمبيق      | الوزن أقل من 63 كيلوغرام للسيدات | المركز الثاني (الميدالية الفضية)    |                                                                              |
| 2014  | بطولة إفريقيا للجودو | بورت لويس، موريشيوس  | الوزن أقل من 63 كيلوغرام للسيدات | المركز الأول (الميدالية الذهبية)    |                                                                              |
| 2015  | بطولة إفريقيا للجودو | ليبرفيل، الغابون     | الوزن أقل من 63 كيلوغرام للسيدات | المركز الثاني (الميدالية الفضية)    |                                                                              |
| 2015  | بطولة العالم للجودو  | آستانا، كازاخستان    | الوزن أقل من 63 كيلوغرام للسيدات | لم تتأهل                            | خرجت من الدور الأول للبطولة بعد خسارتها أمام اللاعبة الكوبية ماريات إيسبينوز |
| 2016  | بطولة إفريقيا للجودو | تونس العاصمة، تونس   | الوزن أقل من 63 كيلوغرام للسيدات | المركز الثالث (الميدالية البرونزية) |                                                                              |
| 2017  | بطولة إفريقيا للجودو | أنتاناناريفو، مدغشقر | منافسات الوزن أقل من 70 كيلوغرام | المركز الثاني (الميدالية الفضية)    |                                                                              |
| 2018  | بطولة إفريقيا للجودو | تونس العاصمة، تونس   | الوزن أقل من 63 كيلوغرام للسيدات | المركز الثالث (الميدالية البرونزية) |                                                                              |